# Anna Murià
Anna Murià i Romaní (Barcelona, España, 21 de abril de 1904 - Tarrasa, España, 27 de septiembre de 2002) fue una escritora española. Hija del cineasta y periodista Magí Murià, pareja del poeta Agustí Bartra y amiga cercana de la escritora Mercè Rodoreda, Murià ha sido considerada una de las plumas femeninas catalanas más importantes del siglo XX. Madre de la filósofa Eli Bartra y del antropólogo Roger Bartra. 
Estudió comercio, contabilidad e inglés en el Instituto de Cultura y Biblioteca Popular de la Mujer (1918-1924) y realizó unos cursos nocturnos en el Ateneo Enciclopédico Popular (1932-1936). También fue muy activa políticamente, ya que militó en Acció Catalana, desde donde participó en las campañas por la liberación de los implicados en el complot de Garraf. En 1932 se pasó a Esquerra Republicana de Catalunya, con la que participó en la recogida de firmas a favor de la aprobación del estatuto de autonomía de Cataluña de 1932 y por la liberación de los implicados en los hechos del seis de octubre de 1934. En 1936 formó parte del comité central de Estat Català. 
Durante la Guerra Civil fue funcionaria de la Generalidad de Cataluña, que la nombró secretaria de la Institución de las Letras Catalanas, colaboró en publicaciones como La mujer catalana, La Rambla, La Nau, Meridiano y Diario de Cataluña. También fue miembro de la Unión de Mujeres de Cataluña y cofundadora del Grupo Sindical de Escritores Catalanes. 
Al acabar la guerra se exilió con su familia a Francia, donde conoció a su futuro compañero sentimental, el poeta Agustí Bartra, en el castillo Roissy-en-Brie acondicionado como residencia para exiliados de la guerra que huían del franquismo. En 1941, después de viajar por Cuba y la República Dominicana, se estableció con Bartra en México, donde trabajó como traductora de inglés y de francés al español, y donde colaboró en las revistas Catalunya, Germanor, Lletres, La Nostra Revista y Pont Blau. En 1970 volvió a Cataluña, donde publicó la obra de Agustí Bartra y colaboró en las revistas infantiles Cavall fort y Tretzevents. En 1990 recibió la Cruz de Sant Jordi y en 1999 cedió el archivo de su marido a la ciudad de Tarrasa. Fue socia de honor de la Asociación de Escritores en Lengua Catalana.
Con su obra El maravilloso viaje de Nico Huehuétl a través de México, ganó el Premio Josep Maria Folch de novelas para chicos y chicas en 1973.

## Obras
- Joana Mas (1933)
- La peixera (1938)
- La revolució moral (1934)
- El 6 d'octubre i el 19 de juliol (1937)
- Via de l'est (1946)
- El nen blanc i el nen negre (1947)
- Crònica de la vida d'Agustí Bartra (1967)
- L'obra de Bartra (1975)
- El meravellós viatge de Nico Huehuetl a través de Mèxic (1974, Premio Josep Maria Folch i Torres)
- A Becerola fan ballades (1978)
- Pinya de contes (1982)
- El país de les fonts (1980)
- El llibre d'Eli (1982)
- Res no és veritat, Alícia (1984)
- Cartes a l'Anna Murià (1985), correspondencia con Mercè Rodoreda
- Aquest serà el principi (1986).
- Quatre contes d'exili (2002)
- Reflexions de la vellesa (2003)